# روب تشايلدريس
روب تشايلدريس (بالإنجليزية: Rob Childress)‏ هو لاعب كرة قاعدة أمريكي، ولد في 26 سبتمبر 1968 في غلمر في الولايات المتحدة.